# Ларингоскоп

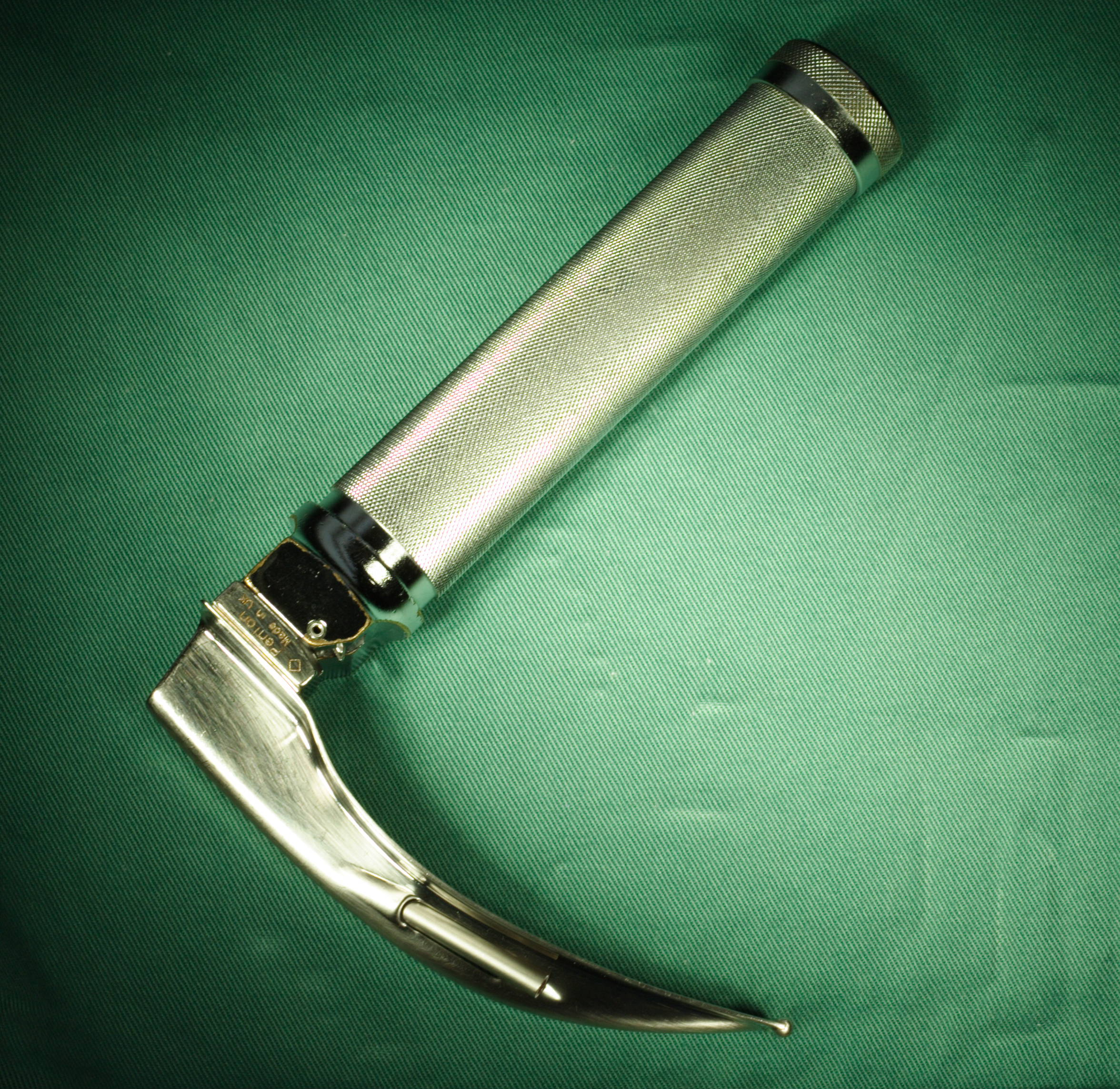

Ларингоскоп (англ. Laryngoscope) — медичний прилад (різновид ендоскопа), який використовується для обстеження гортані.
Ларингоскоп використовується для швидкої візуалізації гортані. 
Призначений для огляду порожнини гортані та проведення різних операцій в клінічних умовах.
Ларингоскоп складається з руків'я та змінних клинків, в які вбудовано лампи для освітлення гортані. У руків'ї розміщене джерело живлення ламп. Включення ламп відбувається автоматично при приведенні клинків в дію. Кріплення клинків до руків'я виконані за міжнародним стандартом, розміри дають можливість застосовувати клинки зарубіжних моделей та бути повністю взаємозамінними.
Клинки, які входять до складу виробу, мають традиційну конфігурацію і диференційовані розміри. Дані елементи виготовлені з нержавіючої сталі, що збільшує їх зносостійкість і стійкість до впливу зовнішніх факторів.